# Infallibilità della Chiesa
L'infallibilità della Chiesa è la convinzione che lo Spirito Santo preservi la Chiesa di Cristo da errori che contraddicano le dottrine essenziali di Dio. Essa è correlata al concetto dell'indefettibilità, cioè che "essa rimane e rimarrà l'Istituzione di Salvezza fondata da Cristo, fino alla fine del mondo". La dottrina dell'infallibilità si basa sull'autorità che Gesù ha concesso agli apostoli di "legare e sciogliere" (Matteo 18,18; Giovanni 20,23) e in particolare le promesse fatte a Pietro (Matteo 16,16-20; Luca 22:32) riguardo all'infallibilità papale.

## Infallibilità dei concili ecumenici
La dottrina dell'infallibilità dei concili ecumenici afferma che le definizioni solenni dei concili ecumenici, approvate dal Papa, che riguardano la fede o la morale, e alle quali tutta la Chiesa deve aderire, sono infallibili. Tali decreti hanno spesso un annesso anatema, che prevede la pena della scomunica nei confronti di coloro che rifiutano di credere all'insegnamento. La dottrina non pretende che ogni aspetto di ogni concilio ecumenico sia infallibile. La Chiesa cattolica romana sostiene questa dottrina, così come la maggior parte dei teologi ortodossi orientali. Tuttavia, le chiese ortodosse accettano solo i sette concili ecumenici da Nicea I a Nicea II come autenticamente ecumenici, mentre i cattolici romani ne accettano ventuno. Solo pochissimi protestanti credono nell'infallibilità dei concili ecumenici, e questi di solito limitano l'infallibilità alle affermazioni cristologiche dei primi sette concili. I cristiani luterani riconoscono i primi quattro concili, mentre la maggior parte degli anglicani della High Church li accetta tutti e sette come persuasivi, ma non infallibili. Un punto di vista popolare tra i cristiani ortodossi, in particolare i greco-ortodossi e le chiese che rientrano nel Patriarcato ecumenico, è che un concilio ecumenico è esso stesso infallibile quando si pronuncia su una questione specifica come la cristologia. Altri ritengono che un concilio possa essere considerato di piena autorità ecumenica solo una volta che le sue dichiarazioni siano state abbracciate dai fedeli, opinione più comune tra le Chiese slave, come quella russo-ortodossa.

## Chiesa cattolica
Il cattolicesimo insegna che Gesù Cristo, "il Verbo di Dio fatto carne" (Giovanni 1,14, è la fonte della rivelazione divina e, in quanto Verità, è infallibile. Il Concilio Vaticano II afferma: “ Perciò egli, vedendo il quale si vede anche il Padre (cfr. Gv 14,9), col fatto stesso della sua presenza e con la manifestazione che fa di sé con le parole e con le opere, con i segni e con i miracoli, e specialmente con la sua morte e la sua risurrezione di tra i morti, e infine con l'invio dello Spirito di verità, compie e completa la Rivelazione e la corrobora con la testimonianza divina, che cioè Dio è con noi per liberarci dalle tenebre del peccato e della morte e risuscitarci per la vita eterna" (Dei verbum, 4). Il contenuto della rivelazione divina di Cristo è chiamato deposito della fede, ed è contenuto sia nella Sacra Scrittura che nella tradizione sacra, non come due fonti ma come una fonte unica.
Il Magistero (dal latino magister, "maestro") è l'ufficio di insegnamento della Chiesa cattolica. La teologia cattolica divide le funzioni dell'ufficio di insegnamento in due categorie: il magistero sacro infallibile e il magistero ordinario fallibile. Il sacro magistero infallibile comprende le dichiarazioni straordinarie del papa mentre parla ex cathedra e quelle dei concili ecumenici (tradizionalmente espresse in credi, canoni e decreti conciliari). Esempi di infallibili e straordinarie definizioni papali (e, quindi, di insegnamenti del sacro magistero) sono la definizione di papa Pio IX dell'Immacolata Concezione di Maria, e la definizione di papa Pio XII dell'Assunzione di Maria. Prima di queste definizioni entrambi i sovrani pontefici chiesero ai vescovi di tutto il mondo se queste verità fossero davvero sostenute dai fedeli. Nessuna fonte del Magistero afferma che il carisma del Papa comporti rivelazioni speciali; al contrario, il Papa deve accertarsi se una credenza sia universalmente preservata dalla Chiesa prima di affermarla ex cathedra. Il sensus fidelium è fondamentale nel determinare se una dottrina può essere definita insegnamento infallibile.
Del magistero ordinario, il Concilio Vaticano II ha affermato: “ I vescovi che insegnano in comunione col romano Pontefice devono essere da tutti ascoltati con venerazione quali testimoni della divina e cattolica verità; e i fedeli devono accettare il giudizio dal loro vescovo dato a nome di Cristo in cose di fede e morale, e dargli l'assenso religioso del loro spirito.” (Lumen gentium, 25). Il magistero ordinario comprende gli insegnamenti potenzialmente fallibili del papa e dei Concili ecumenici (cioè non dati ex cathedra) e, più comunemente, dei singoli Vescovi o gruppi di Vescovi presi separatamente dall'intero Collegio episcopale. Tali insegnamenti sono fallibili e potrebbero contenere errori; sono soggetti a revisioni o revoca. Nel caso degli insegnamenti dei singoli vescovi alla loro diocesi, può naturalmente esserci anche disaccordo tra i singoli vescovi su tali questioni. Tuttavia, questi insegnamenti potenzialmente fallibili sono necessari per contribuire allo sviluppo della dottrina.

### Papa
La dottrina dell'infallibilità papale afferma che quando il papa insegna ex cathedra i suoi insegnamenti sono infallibili e irreformabili. Tali infallibili decreti papali devono essere emanati dal papa, nel suo ruolo di guida di tutta la Chiesa, e devono essere decisioni definitive su questioni di fede e di morale che sono vincolanti per tutta la Chiesa. Un decreto infallibile di un papa viene spesso definito una dichiarazione ex cathedra. Questo tipo di infallibilità ricade sotto l'autorità del sacro magistero. La dottrina dell'infallibilità papale fu formalmente definita nel Concilio Vaticano I del 1870, sebbene la fede in questa dottrina sia anteriore a questo concilio e si fondasse sulle promesse di Gesù a Pietro (Matteo 16,16-20; Luca 22,32). Le encicliche del Concilio Vaticano I, invece, furono respinte da una
piccola minoranza di vescovi che si separarono dall'unione con il Vescovo di Roma per formare, o preservare, la Chiesa vetero-cattolica.

### Nel Codice di diritto canonico
Il Codice di diritto canonico del 1983 afferma l'infallibilità della Chiesa, intesa come infallibilità del Collegio episcopale quando i vescovi di tutti di tutto il mondo affermano una dottrina in materia di fede e di morale. Ciò è contenuto nello stesso canone che traduce il dogma dell'infallibilità papale in legge della Chiesa. Entrambi i dogmi, l'infallibilità papale e l'infallibilità del Collegio dei Vescovi, riguardano la fede e la morale, e dunque presentano la medesima estensione.
Il collegio dei Vescovi proclama verità che i fedeli sono tenuti dogmaticamente a credere quando sono riuniti in un concilio ecumenico o quando convergono su una dottrina comune, restando sparsi nelle loro sedi nel mondo (Magistero ordinario e universale).

## Luteranesimo

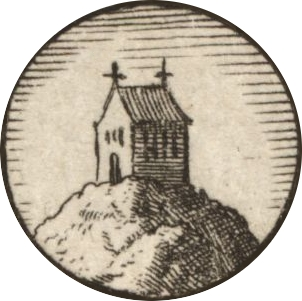
Confessione augustana

Come la dottrina cattolica, anche la teologia luterana insegna che la Chiesa è indefettibile. Le Chiese luterane sostengono il "mantenimento di questa indefettibilità come opera sovrana di Dio".

## Anglicanesimo
La Chiesa d'Inghilterra rivendicava questo tipo di autorità sulla comunità di fedeli inglese finché l'idea non perse popolarità all'interno della chiesa, a causa della mancanza di tradizioni comunemente accettate e di controversie su alcune dottrine periferiche. Tuttavia, l'anglicanesimo mantiene un'ecclesiologia unica: nella visione anglicana, le chiese dell'episcopato storico (come le chiese anglicana, cattolica romana, scandinava luterana, morava, antico cattolica, persiana, ortodossa orientale) che mantenevano la successione, la fede e la pratica degli apostoli sono tutte ramificazioni della Chiesa universale. Gli anglicani credono che ci sarà sempre una sezione della Chiesa cristiana, anche se forse non la Chiesa anglicana stessa, che non cadrà in una grande eresia (Matteo 16:18).

## Tradizione e Scrittura
Cattolici e cristiani ortodossi credono che la rivelazione divina (l'unica "Parola di Dio") sia contenuta sia nelle parole di Dio nelle Sacre Scritture che negli atti di Dio nella sacra tradizione. Tutto ciò che viene affermato come vero dalla Scrittura o dalla tradizione è vero e infallibile (Dei verbum, 2). Metodisti e anglicani insegnano la dottrina della prima scriptura, la quale suggerisce che la Scrittura è la fonte primaria della dottrina cristiana, e che "tradizione, esperienza e ragione" possono nutrire la religione di Cristo purché siano in armonia con la Bibbia.
Yves Congar, che pensava che i cattolici potessero riconoscere un sostanziale elemento di verità nella dottrina luterana e riformata della sola scriptura, ha scritto che «possiamo ammettere la sola scriptura nel senso di una sufficienza materiale della Scrittura canonica. Ciò significa che la Scrittura contiene, in un certo senso o in un altro, tutte le verità necessarie per la salvezza». Ciò ha portato alla posizione sostenibile della teoria dei "due modi".

## Conseguenze per l'ecumenismo
Le Chiese cattolica romana, ortodossa orientale e le varie denominazioni protestanti sono divise dalle loro diverse opinioni sull'infallibilità. Il movimento ecumenico, che spera di riunificare tutta la cristianità, ha scoperto che il papato è una delle questioni più divisive tra le Chiese. L'infallibilità è stata spesso fraintesa dalla maggior parte delle denominazioni cristiane.

## Infallibilità e indefettibilità
Col termine indefettibilità si indica il permanere della chiesa nel corso dei secoli e  il suo non venir meno al mandato di interpretare la Sacra Scrittura e la Sacra Tradizione. Essa è caratterizzata dalla stabilità e permanenza dell'istituzione ecclesiastica, nonché dal suo aspetto escatologico di entità che accompagni i fedeli alla salvezza fino alla fine dei secoli.
Durante il medioevo, il concetto di indefettibilità era preferito a quello di infallibilità ed era associato alla Chiesa trionfante, con le sue celebrazioni solenni e piene di fedeli. Dopo il Concilio Vaticano II, l'indefettibilità è stata associata direttamente alla persona di Cristo, distinguendo l'infallibilità e l’indefettibilità della Chiesa dalla fragilità umana dei suoi figli.
Il sostantivo francese «indefettibilità» appare nel XVII secolo.
Il Dictionnaire de l’Académie Française lo menziona nella sua terza edizione del 1740, lo indica come un «termine dogmatico» e lo definisce come «la qualità di ciò che è indefettibile», precisando che viene usato solo in questa frase: L’indefettibilità della Chiesa.